# Oratorio di San Donato
L'oratorio di San Donato si trova a Campignalla, una frazione di Bagno a Ripoli, in città metropolitana e arcidiocesi di Firenze.

## Storia
È stato fondato nel XIV secolo.

## Descrizione
È di una semplicità estrema, con pianta ad aula rettangolare cui è stato aggiunto una sorta di transetto. Lungo le pareti si aprono monofore; la parte tergale è illuminata da una finestrella e sovrastata da un campaniletto a vela moderno. Al tetto a capanna corrispondono all'interno le capriate lignee a vista.
Sulla facciata, l'alternarsi dei conci in pietra, regolari nella parte bassa, più piccoli e irregolari in quella superiore, le conferisce movimento, mentre il portale costituisce l'elemento architettonico più ricco ed elegante. Nella lunetta, un bassorilievo con il Cristo in pietà in pietra serena datato 1320 è ascrivibile alla stessa mano che ha scolpito i due elementi in marmo collocati ai lati del portale, che illustrano Episodi della vita del santo.